# شيريل فلورانوس
شيريل فلورانوس (بالهولندية: Sherel Floranus) (23 أغسطس 1998 بهولندا - ) هو لاعب كرة قدم هولندي في مركز الدفاع. شارك مع منتخب هولندا تحت 17 سنة لكرة القدم. أما مع النوادي، فقد لعب مع سبارتا روتردام.

## وصلات خارجية
- شيريل فلورانوس على موقع اتحاد تركيا (لاعب) (الإنجليزية)
- شيريل فلورانوس على موقع قاعدة بيانات كرة القدم.إي يو (الإنجليزية)
- شيريل فلورانوس على موقع ناشيونال فوتبول تيمز (الإنجليزية)
- شيريل فلورانوس على موقع Soccerway.com (الإنجليزية)
- شيريل فلورانوس على موقع عالم كرة القدم.نت (الإنجليزية)